# Holzkirchhausen
Holzkirchhausen ist ein Gemeindeteil des Marktes Helmstadt im unterfränkischen Landkreis Würzburg in Bayern.

## Geographie

### Lage
Das Kirchdorf liegt 267 m ü. NHN zwischen Wertheim und Würzburg an der Einmündung der Kreisstraße WÜ 31 in die Kreisstraße WÜ 59.

### Nachbargemarkungen
Nachbargemarkungen im Uhrzeigersinn im Norden beginnend sind Holzkirchen, Helmstadt, Neubrunn, Kembach, Dertingen und Wüstenzell.

### Gewässer
Durch den Norden des Ortes fließt der Welzbach, der ein Quellbach des Kembachs ist.

## Geschichte
Holzkirchhausen wurde im Jahr 815 erstmals urkundlich mit dem Namen „Gundihhenhus“ erwähnt. Holzkirchhausen war eine Gemeinde im Landkreis Marktheidenfeld bis zu dessen Auflösung. Seit dem 1. Juli 1972 gehört Holzkirchhausen zum Landkreis Würzburg.

## Religion
Holzkirchhausen ist katholisch geprägt. Die Kuratie St. Ägidius gehört zum Dekanat Würzburg links des Mains.

## Baudenkmäler
Siehe: Liste der Baudenkmäler in Holzkirchhausen